# Tournoi de tennis des championnes (WTA 2015)
Le Trophée de l'élite est un tournoi de tennis professionnel féminin. L'édition 2015, classée en catégorie Masters, se déroule du 3 novembre au 8 novembre 2015.
Venus Williams remporte le simple dames. En finale, elle bat Karolína Plíšková, décrochant à cette occasion le 48e titre de sa carrière sur le circuit WTA.
En double, Liang Chen et Wang Yafan s'imposent en finale face à Anabel Medina Garrigues et Arantxa Parra Santonja.

## Primes et points
| Tour                             | Prime       | Points |
| -------------------------------- | ----------- | ------ |
| Cumul pour le vainqueur invaincu | 635 000 $   | 700    |
| Pour la victoire en finale       | + 300 000 $ | + 260  |
| Pour la victoire en demi-finale  | + 135 000 $ | + 200  |
| Pour les demi-finalistes         | + 15 000 $  | –      |
| Pour chaque match de poule gagné | 92 500 $    | 120    |
| Pour chaque match de poule perdu | 20 000 $    | 40     |
| Pour chaque remplaçante          | 10 000 $    | –      |

| Tour                                | Prime      | Points |
| ----------------------------------- | ---------- | ------ |
| Cumul pour les vainqueurs invaincus | 45 000 $   | –      |
| Pour la victoire en finale          | + 10 000 $ | –      |
| Finaliste                           | + 10 000 $ | –      |
| Pour chaque match de poule gagné    | + 5 000 $  | –      |
| Pour chaque participante            | 15 000 $   | –      |

## Faits marquants
- On note le forfait des deux Suissesses Timea Bacsinszky et Belinda Bencic pour blessures, de la Serbe Ana Ivanović, de la Biélorusse Victoria Azarenka, de la Russe Ekaterina Makarova et de l'Australienne Samantha Stosur[3].

## Fonctionnement de l'épreuve
L'épreuve se dispute selon les modalités dites du « round robin ». Les douze joueuses du top 20 non qualifiées pour le Masters sont séparées en quatre groupes de trois. S'affrontant toutes entre elles, seules les premières de chacun des groupes sont conviées en demi-finale, avant l'ultime confrontation pour le titre.
Le tournoi de double dames regroupe les six paires non qualifiées, qui se dispute aussi en « round robin ». Les six paires sont séparées en deux groupes de trois. S'affrontant toutes entre elles, seules les premières de chacun des deux groupes sont conviées directement à jouer pour le titre.

## Résultats en simple

### Participantes
| #     | Classement WTA Race | Joueuse              | Points | Saison | Résultat    |
| ----- | ------------------- | -------------------- | ------ | ------ | ----------- |
| -     | 9                   | Timea Bacsinszky     | 3133   | 41-14  | Forfait     |
| 1     | 10                  | Venus Williams       | 3091   | 34-12  | Victoire    |
| 2     | 11                  | Carla Suárez Navarro | 3030   | 40-23  | Poules      |
| 3     | 12                  | Karolína Plíšková    | 2955   | 46-23  | Finale      |
| -     | 13                  | Belinda Bencic       | 2900   | 41-21  | Forfait     |
| 4     | 14                  | Roberta Vinci        | 2655   | 31-23  | Demi-finale |
| -     | 16                  | Ana Ivanović         | 2645   | 28-19  | Forfait     |
| 5     | 15                  | Caroline Wozniacki   | 2641   | 38-21  | Poules      |
| 6     | 17                  | Sara Errani          | 2525   | 48-26  | Poules      |
| 7     | 18                  | Madison Keys         | 2495   | 30-17  | Poules      |
| 8     | 19                  | Elina Svitolina      | 2410   | 38-22  | Demi-finale |
| 9     | 20                  | Jelena Janković      | 2345   | 38-19  | Poules      |
| 10    | 23                  | Andrea Petkovic      | 2106   | 31-21  | Poules      |
| 11    | 25                  | Svetlana Kuznetsova  | 1847   | 27-18  | Poules      |
| 12/WC | 73                  | Zheng Saisai         | 789    | 29-24  | Poules      |

| Classement WTA Race | Joueuse                   | Résultat |
| ------------------- | ------------------------- | -------- |
| 27                  | Anna Karolína Schmiedlová | Poules   |
| 28                  | Kristina Mladenovic       | -        |

### Groupe A
| Joueuse                 | VW  | MK  | ZS  | % victoires |
| ----------------------- | --- | --- | --- | ----------- |
| Venus Williams (no 1)   |     | 1-1 | 0-0 | 50          |
| Madison Keys (no 7)     | 1-1 |     | 0-0 | 50          |
| Zheng Saisai (no 12/WC) | 0-0 | 0-0 |     | 0           |

#### Résultats
| Date            | Vainqueur      | Adversaire   | Score          | Durée      |
| --------------- | -------------- | ------------ | -------------- | ---------- |
| 3 novembre 2015 | Venus Williams | Madison Keys | 3-6, 7-65, 6-1 | 2 h 9 min  |
| 5 novembre 2015 | Venus Williams | Zheng Saisai | 4-6, 6-1, 6-1  | 2 h 1 min  |
| 6 novembre 2015 | Madison Keys   | Zheng Saisai | 6-3, 6-2       | 1 h 16 min |

#### Classement
| Rang poule | Classement WTA Race | Joueuse        | Match(s) G-P | Set(s) G-P | Jeux G-P |
| ---------- | ------------------- | -------------- | ------------ | ---------- | -------- |
| 1          | 10                  | Venus Williams | 2-0          | 4-2        | 32-21    |
| 2          | 18                  | Madison Keys   | 1-1          | 3-2        | 25-21    |
| 3          | 73                  | Zheng Saisai   | 0-2          | 1-4        | 13-28    |

### Groupe B
| Joueuse                     | CSN | ES  | AP  | % victoires |
| --------------------------- | --- | --- | --- | ----------- |
| Carla Suárez Navarro (no 2) |     | 1-1 | 3-2 | 57,1        |
| Elina Svitolina (no 8)      | 1-1 |     | 1-0 | 66,6        |
| Andrea Petkovic (no 10)     | 2-3 | 0-1 |     | 33,3        |

#### Résultats
| Date            | Vainqueur            | Adversaire           | Score          | Durée      |
| --------------- | -------------------- | -------------------- | -------------- | ---------- |
| 3 novembre 2015 | Elina Svitolina      | Andrea Petkovic      | 7-64, 6-3      | 1 h 59 min |
| 4 novembre 2015 | Carla Suárez Navarro | Andrea Petkovic      | 6-0, 6-0       | 51 min     |
| 6 novembre 2015 | Elina Svitolina      | Carla Suárez Navarro | 64-7, 6-1, 6-3 | 2 h 37 min |

#### Classement
| Rang poule | Classement WTA Race | Joueuse              | Match(s) G-P | Set(s) G-P | Jeux G-P |
| ---------- | ------------------- | -------------------- | ------------ | ---------- | -------- |
| 1          | 19                  | Elina Svitolina      | 2-0          | 4-1        | 31-20    |
| 2          | 11                  | Carla Suárez Navarro | 1-1          | 3-2        | 23-18    |
| 3          | 23                  | Andrea Petkovic      | 0-2          | 0-4        | 9-25     |

### Groupe C
| Joueuse                  | KP  | SE  | JJ  | % victoires |
| ------------------------ | --- | --- | --- | ----------- |
| Karolína Plíšková (no 3) |     | 0-1 | 0-1 | 0           |
| Sara Errani (no 6)       | 1-0 |     | 3-1 | 80          |
| Jelena Janković (no 9)   | 1-0 | 1-3 |     | 40          |

#### Résultats
| Date            | Vainqueur         | Adversaire      | Score         | Durée      |
| --------------- | ----------------- | --------------- | ------------- | ---------- |
| 3 novembre 2015 | Jelena Janković   | Sara Errani     | 6-4, 7-5      | 2 h 8 min  |
| 4 novembre 2015 | Karolína Plíšková | Jelena Janković | 6-4, 3-6, 6-2 | 1 h 57 min |
| 5 novembre 2015 | Karolína Plíšková | Sara Errani     | 6-0, 6-3      | 1 h        |

#### Classement
| Rang poule | Classement WTA Race | Joueuse           | Match(s) G-P | Set(s) G-P | Jeux G-P |
| ---------- | ------------------- | ----------------- | ------------ | ---------- | -------- |
| 1          | 12                  | Karolína Plíšková | 2-0          | 4-1        | 27-15    |
| 2          | 20                  | Jelena Janković   | 1-1          | 3-2        | 25-24    |
| 3          | 17                  | Sara Errani       | 0-2          | 0-4        | 12-25    |

### Groupe D
| Joueuse                     | RV  | CW  | SK  | % victoires |
| --------------------------- | --- | --- | --- | ----------- |
| Roberta Vinci (no 4)        |     | 2-3 | 2-3 | 40          |
| Caroline Wozniacki (no 5)   | 3-2 |     | 6-4 | 60          |
| Svetlana Kuznetsova (no 11) | 3-2 | 4-6 |     | 46,6        |

#### Résultats
| Date            | Vainqueur           | Adversaire          | Score        | Durée      |
| --------------- | ------------------- | ------------------- | ------------ | ---------- |
| 4 novembre 2015 | Roberta Vinci       | Svetlana Kuznetsova | 6-4, 6-4     | 1 h 30 min |
| 5 novembre 2015 | Svetlana Kuznetsova | Caroline Wozniacki  | 7-5, 2-2 ab. | 1 h 13 min |
| 6 novembre 2015 | Anna K. Schmiedlová | Roberta Vinci       | 6-1, 6-0     | 55 min     |

#### Classement
| Rang poule | Classement WTA Race | Joueuse             | Match(s) G-P | Set(s) G-P | Jeux G-P |
| ---------- | ------------------- | ------------------- | ------------ | ---------- | -------- |
| 1          | 14                  | Roberta Vinci       | 1-1          | 2-2        | 13-20    |
| 2          | 25                  | Svetlana Kuznetsova | 1-1          | 2-2        | 17-19    |
| 3          | 27                  | Anna K. Schmiedlová | 1-0          | 2-0        | 12-1     |
| 4          | 15                  | Caroline Wozniacki  | 0-1          | 0-2        | 7-9      |

### Tableau final
|  |                   |            |                   |            |                |     |   |        |        |        |        |        |
|  | 1/2 finale        | 1/2 finale | 1/2 finale        | 1/2 finale | 1/2 finale     |     |   | Finale | Finale | Finale | Finale | Finale |
|  |                   |            | 1 h 5 min         |            |                |     |   |        |        |        |        |        |
|  |                   |            |                   |            |                |     |   |        |        |        |        |        |
|  | Venus Williams    | (1)        | 6                 | 6          |                |     |   |        |        |        |        |        |
|  | Venus Williams    | (1)        | 6                 | 6          | 2 h 3 min      |     |   |        |        |        |        |        |
|  | Roberta Vinci     | (4)        | 2                 | 2          |                |     |   |        |        |        |        |        |
|  | Roberta Vinci     | (4)        | 2                 | 2          | Venus Williams | (1) | 7 | 7      |        |        |        |        |
|  |                   |            | 1 h 1 min         |            | Venus Williams | (1) | 7 | 7      |        |        |        |        |
|  |                   |            | Karolína Plíšková | (3)        | 5              | 6   |   |        |        |        |        |        |
|  | Karolína Plíšková | (3)        | Karolína Plíšková | (3)        | 5              | 6   | 6 | 6      |        |        |        |        |
|  | Karolína Plíšková | (3)        |                   |            |                |     | 6 | 6      |        |        |        |        |
|  | Elina Svitolina   | (8)        | 3                 | 1          |                |     |   |        |        |        |        |        |
|  | Elina Svitolina   | (8)        | 3                 | 1          |                |     |   |        |        |        |        |        |

### Classement final
| Résultat       | Classement WTA Race | Joueuse                   | Match(s) G-P | Set(s) G-P | Jeux G-P | Points gagnés | Nouveau rang |
| -------------- | ------------------- | ------------------------- | ------------ | ---------- | -------- | ------------- | ------------ |
| Vainqueur      | 10                  | Venus Williams            | 4-0          | 8-2        | 58-36    | 700           | 7            |
| Finaliste      | 12                  | Karolína Plíšková         | 3-1          | 6-3        | 50-33    | 440           | 11           |
| Demi-finaliste | 19                  | Elina Svitolina           | 2-1          | 4-3        | 34-32    | 240           | 19           |
| Demi-finaliste | 14                  | Roberta Vinci             | 1-2          | 2-4        | 17-32    | 160           | 15           |
| Poule          | 11                  | Carla Suárez Navarro      | 1-1          | 3-2        | 23-18    | 160           | 13           |
| Poule          | 18                  | Madison Keys              | 1-1          | 3-2        | 25-21    | 160           | 18           |
| Poule          | 20                  | Jelena Janković           | 1-1          | 3-2        | 25-24    | 160           | 21           |
| Poule          | 25                  | Svetlana Kuznetsova       | 1-1          | 2-2        | 17-19    | 160           | 25           |
| Poule          | 27                  | Anna Karolína Schmiedlová | 1-0          | 2-0        | 12-1     | 120           | 26           |
| Poule          | 73                  | Zheng Saisai              | 0-2          | 1-4        | 13-28    | 80            | 70           |
| Poule          | 17                  | Sara Errani               | 0-2          | 0-4        | 12-25    | 80            | 20           |
| Poule          | 23                  | Andrea Petkovic           | 0-2          | 0-4        | 9-25     | 80            | 24           |
| Poule          | 15                  | Caroline Wozniacki        | 0-1          | 0-2        | 7-9      | 40            | 17           |

## Résultats en double

### Parcours
| #    | Classement WTA Race | Équipe                                         | Points | Résultat |
| ---- | ------------------- | ---------------------------------------------- | ------ | -------- |
| 1    | 19                  | Klaudia Jans-Ignacik Andreja Klepač            | 1339   | Poules   |
| 2    | 15                  | Anabel Medina Garrigues Arantxa Parra Santonja | 1751   | Finale   |
| 3    | 16                  | Gabriela Dabrowski Alicja Rosolska             | 1415   | Poules   |
| 4/WC | 27                  | Liang Chen Wang Yafan                          | 963    | Victoire |
| 5    | 21                  | Lyudmyla Kichenok Nadiia Kichenok              | 1235   | Poules   |
| 6/WC | 139                 | Xu Shilin You Xiaodi                           | 180    | Poules   |

### Groupe A
| - Klaudia Jans-Ignacik Andreja Klepač (no 1) | - Liang Chen Wang Yafan (no 4/WC) | - Lyudmyla Kichenok Nadiia Kichenok (no 5) |

#### Résultats
| Date            | Vainqueur                         | Adversaire                          | Score             | Durée      |
| --------------- | --------------------------------- | ----------------------------------- | ----------------- | ---------- |
| 4 novembre 2015 | Lyudmyla Kichenok Nadiia Kichenok | Klaudia Jans-Ignacik Andreja Klepač | 7-63, 6-1         | 1 h 12 min |
| 6 novembre 2015 | Liang Chen Wang Yafan             | Lyudmyla Kichenok Nadiia Kichenok   | 63-7, 6-4, [10-6] | 1 h 55 min |
| 7 novembre 2015 | Liang Chen Wang Yafan             | Klaudia Jans-Ignacik Andreja Klepač | 7-66, 6-3         | 1 h 39 min |

#### Classement
| Rang poule | Classement WTA Race | Équipe                              | Match(s) G-P | Set(s) G-P | Jeux G-P |
| ---------- | ------------------- | ----------------------------------- | ------------ | ---------- | -------- |
| 1          | 27                  | Liang Chen Wang Yafan               | 2-0          | 4-1        | 26-20    |
| 2          | 21                  | Lyudmyla Kichenok Nadiia Kichenok   | 1-1          | 3-2        | 24-20    |
| 3          | 19                  | Klaudia Jans-Ignacik Andreja Klepač | 0-2          | 0-4        | 16-26    |

### Groupe B
| - Anabel Medina Garrigues Arantxa Parra Santonja (no 2) | - Gabriela Dabrowski Alicja Rosolska (no 3) | - Xu Shilin You Xiaodi (no 6/WC) |

#### Résultats
| Date            | Vainqueur                                      | Adversaire                         | Score             | Durée      |
| --------------- | ---------------------------------------------- | ---------------------------------- | ----------------- | ---------- |
| 3 novembre 2015 | Anabel Medina Garrigues Arantxa Parra Santonja | Xu Shilin You Xiaodi               | 1-6, 6-3, [10-3]  | 1 h 12 min |
| 5 novembre 2015 | Xu Shilin You Xiaodi                           | Gabriela Dabrowski Alicja Rosolska | 62-7, 6-4, [10-5] | 1 h 41 min |
| 7 novembre 2015 | Anabel Medina Garrigues Arantxa Parra Santonja | Gabriela Dabrowski Alicja Rosolska | 6-3, 6-2          | 59 min     |

#### Classement
| Rang poule | Classement WTA Race | Équipe                                         | Match(s) G-P | Set(s) G-P | Jeux G-P |
| ---------- | ------------------- | ---------------------------------------------- | ------------ | ---------- | -------- |
| 1          | 15                  | Anabel Medina Garrigues Arantxa Parra Santonja | 2-0          | 4-1        | 20-14    |
| 2          | 139                 | Xu Shilin You Xiaodi                           | 1-1          | 3-3        | 22-19    |
| 3          | 16                  | Gabriela Dabrowski Alicja Rosolska             | 0-2          | 1-4        | 16-25    |

### Finale
|  |                                            |        |            |   |  |
|  | Finale                                     |        |            |   |  |
|  |                                            |        | 1 h 20 min |   |  |
|  |                                            |        |            |   |  |
|  | A. Medina Garrigues Arantxa Parra Santonja | (2)    | 4          | 3 |  |
|  | A. Medina Garrigues Arantxa Parra Santonja | (2)    | 4          | 3 |  |
|  | Liang Chen Wang Yafan                      | (4/WC) | 6          | 6 |  |